# Croix de Moussages
La croix de Moussages est une croix monumentale située en France sur la commune de Moussages, en région Auvergne-Rhône-Alpes.

## Localisation
La croix se trouve dans le cimetière du village.

## Historique
Croix datant du XVe siècle.

### Protection
La croix est inscrite au titre des monuments historiques par arrêté du 26 novembre 1935.

## Description
Elle se compose d'une colonne en granit surmontée d’une petite croix aux bras fleuronnés. Le Christ crucifié est accompagné de deux figures, sans doute la Vierge et saint Jean, et surmonté d’un écriteau incliné.